# 1606
1606. је била проста година.

## Догађаји

### Новембар
- 11. новембар — Мир у Житватороку, завршен Петнаестогодишњи рат

## Рођења

### Јун
- 6. јун — Пјер Корнеј, француски књижевник

### Јул
- 15. јул — Рембрант, холандски сликар. (†1669).

### Август
- 18. август — Марија Ана од Шпаније, царица Светог римског царства

## Смрти

### Јануар
- 31. јануар — Гај Фокс, енглески војник и завереник